# Pixel 6
Pixel 6 та Pixel 6 Pro — Android-смартфони, розроблені компанією Google у рамках лінійки продуктів Google Pixel. Вони обидва є наступниками Pixel 5. Були офіційно оголошені 19 жовтня 2021 року на презентації «Pixel Fall Launch» і поступили у продаж у США 28 жовтня.

## Історія
2 серпня 2021 року Google презентував Pixel 6 та Pixel 6 Pro, які відрізняються новим дизайном телефонів та впровадженням власної системи на кристалі (SoC) Tensor. Попередні пристрої Pixel використовували чипи від Qualcomm, а Google розпочала розробку власних чипів (під кодовою назвою Whitechapel) ще у 2016 році. Чип названий на честь технологій Google TensorFlow і Tensor Processing Unit (TPU).
Телефони були офіційно оголошені 19 жовтня 2021 року на презентації «Pixel Fall Launch», і поступлять у продаж у США 28 жовтня того ж року у дев'яти країнах. Незабаром після того, як телефони стали доступними для передзамовлення, Google Store та магазин Google Fi тимчасово вийшли з ладу.

## Технічні характеристики

### Дизайн
Як Pixel 6, так і Pixel 6 Pro мають унікальний новий дизайн, який візуально відрізняється від телефонів Pixel попереднього покоління, включаючи великий блок камери і двоколірну колірну схему на задній панелі. На передній панелі телефонів є тонкі рамки, а також проріз для дисплея. Кожен з них доступний у трьох кольорах:
| Pixel 6 | Pixel 6                           | Pixel 6 Pro | Pixel 6 Pro                     |
| Колір   | Назва                             | Колір       | Назва                           |
|         | Kinda Coral (типу корал)          |             | Stormy Black (бурхливий чорний) |
|         | Sorta Seafoam (ніби морська піна) |             | Sorta Sunny (дещо сонячний)     |
|         | Stormy Black (бурхливий чорний)   |             | Cloudy White (хмарний білий)    |

### Апаратне забезпечення
Pixel 6 має 6,4 дюйм (160 мм) FHD+ 1080p OLED-дисплей на 411 ppi з роздільною здатністю 1080 × 2400 пікселів і співвідношенням 20:9 тоді як Pixel 6 Pro має 6,7 дюйм (170 мм) QHD+ 1440p LPTO OLED дисплей на 512 ppi з роздільною здатністю 1440 × 3120 пікселів і співвідношенням 19,5:9. Обидва телефони містять 50 мегапіксельну широку задню камеру і 12 — мегапіксельну UltraWide камери заднього виду, в той час як Pixel 6 Pro має додаткову 48-мегапіксельний телеоб'єктив задньої камери. Фронтальна камера на Pixel 6 містить 8-мегапіксельний ширококутний об'єктив, тоді як на Pixel 6 Pro — надширокий об'єктив на 11,1 мегапікселя.
Обидва телефони підтримують швидку зарядку потужністю 30 Вт, бездротову зарядку Qi, а також зворотну бездротову зарядку. На Pixel 6 доступний 128 або 256 ГБ пам'яті та 8 ГБ оперативної пам'яті, тоді як на Pixel 6 Pro доступно 128, 256 або 512 ГБ пам'яті та 12 ГБ оперативної пам'яті. Окрім системи Tensor на чипі, обидва телефони також оснащені модулем безпеки Titan M2 разом із сканером відбитків пальців під екраном, стереодинаміками та склом Gorilla Glass Victus.

### Програмне забезпечення
Як і у попередніх поколіннях телефонів Pixel, під час події Pixel Fall Launch Google зробила значний акцент на штучному інтелекті та обчислювальних функціях навколишнього середовища, уперше запропонувавши такі функції, як Magic Eraser, Face Unblur, Mode Motion, Real Tone, Direct My Call, Wait Time, та Live Translate.
Pixel 6 та Pixel 6 Pro будуть поставлятися з Android 12 та версією 8.3 програми Google Camera на момент запуску. Він отримає три роки оновлень ОС із підтримкою до 2024 року та п'ять років оновлень безпеки з підтримкою до 2026 року Подія Pixel Fall Launch збіглася з випуском Android 12 для старих телефонів Pixel разом із впровадженням Security Sub та Privacy Dashboard.
Google також оголосила про Pixel Pass — пакет передплати, подібний до Apple One та Xbox All Access, який об'єднує серію Pixel 6 із Google One, YouTube Premium, YouTube Music Premium, Google Play Pass та розширеною гарантією.

## Прийом
Pixel 6 та Pixel 6 Pro приділяли багато уваги до свого запуску, і багато коментаторів підкреслювали потенціал чипа Tensor та дебюту Android 12, вважаючи його більш успішним, ніж iPhone 13 від Apple. Коментатори також відзначили підвищене очікування Pixel у порівнянні з попередніми поколіннями лінійки смартфонів Pixel, пояснивши це передчасним відкриттям пристрою Google та анонсом чипа Tensor.
Телефони отримали загалом позитивні відгуки критиків після його офіційного анонсу, і критики високо оцінили його «преміальні» характеристики, доступні ціни та чип Tensor. Однак новий зарядний пристрій для телефону та виступ панелі камер розкритикували.